# Сложна браћа — Next Đeneration (2. сезона)

## 2. сезона (2023)
| Бр. у серији | Бр. у сезони | Назив   | Редитељ                           | Сценариста                    | Премијерно емитовање |
| ------------ | ------------ | ------- | --------------------------------- | ----------------------------- | -------------------- |
| 1            | 1            | 7Г плус | Неле Карајлић, Милорад Милинковић | Неле Карајлић, Срђан Јанковић | 16. јануар 2023.     |
| Ускоро...    |              |         |                                   |                               |                      |